# Costa soprannumeraria
Le  coste soprannumerarie  sono coste aggiuntive derivanti da quegli abbozzi costali dell'embrione che normalmente non si sviluppano. Costituiscono una forma rara di malformazione della gabbia toracica.

## Epidemiologia
La sua incidenza, relativamente bassa, si attesta nella misura di 1 su 1000 persone.

## Tipologia
Diverse sono le coste aggiuntive che si ritrovano nella popolazione, le più diffuse sono:
- Costa sopranummeraria cervicale, originata dall'ultima vertebra cervicale, può essere singola (forma più diffusa) o bilaterale.
- Costa sopranummeraria lombare, originata dalla prima vertebra lombare.

## Sintomatologia
Il numero anormale di coste non provoca sintomi e spesso viene scoperta l'esistenza di tale anomalia soltanto tramite radiografia.